# Psydrax dunlapii
Psydrax dunlapii là một loài thực vật có hoa trong họ Thiến thảo. Loài này được (Hutch. & Dalziel) Bridson miêu tả khoa học đầu tiên năm 1985.